# Michaïl Sjisjkin
Michaïl Pavlovitsj Sjisjkin (Russisch: Михаил Павлович Шишкин) (Moskou, 18 januari 1961) is een Russisch schrijver. Zijn boeken zijn in meer dan tien talen vertaald. Zijn brievenroman Onvoltooide Liefdesbrieven uit 2010 is in het Nederlands vertaald. Hij heeft vele prijzen gewonnen, zowel in binnen- als in buitenland.
Sjisjkin behandelt universele thema's als de dood, heropstanding en liefde. Zelf zegt Sjisjkin dat hij beïnvloed is door Tsjechov, Tolstoj en Ivan Boenin.

## Biografie
Sjisjkin studeerde Engels en Duits aan het Pedagogisch Instituut in Moskou. Na zijn studies werkte hij als straatveger, wegenwerker, journalist, leraar en vertaler. Hij debuteerde als schrijver in 1993 met het korte verhaal "Kalligrafieles" dat in het tijdschrift Znamja werd gepubliceerd.
Sinds 1995 woont hij in Zürich in Zwitserland. Daar werkte hij als tolk voor de immigratiedienst. Zijn ervaringen met Russische migranten die in Zwitserland een nieuw leven willen beginnen, verwerkte hij in zijn roman Venushaar.
Hij haalde in 2013 uit naar Rusland en weigerde deel te nemen aan de Russische delegatie voor de American Book Expo in dat jaar. Sjisjkin deelde mee dat hij geen staat wil vertegenwoordigen die bestaat "uit een piramide van dieven en die mensen wegens hun politieke overtuigingen opsluit".
Michaïl Sjisjkin verbleef in de herfst 2013 acht weken als writer in residence bij Passa Porta.

## Vertaalde werken
- Pismovnik (Письмовник), vertaald in het Nederlands als Onvoltooide Liefdesbrieven, 2013 Querido
- Венерин волос, vertaald in het Nederlands als Venushaar, 2015 Querido
- Письмовник, vertaald in het Nederlands als De kalligrafieles, 2016

- Bibsys: 2109134
- Bibliothèque nationale de France: cb14505883h (data)
- CiNii: DA13313836
- Gemeinsame Normdatei: 122213548
- International Standard Name Identifier: 0000 0001 0921 8450
- Library of Congress Control Number: nr2001010806
- Nationale Bibliotheek van Letland: 000158299
- Bibliotheek van het Japanse parlement: 001122345
- Nationale Bibliotheek van Tsjechië: xx0065586
- Nationale Bibliotheek van Israël: 987007509808405171
- Nationale Bibliotheek van Polen: a0000002875482
- Nationale en Universitaire bibliotheek Zagreb: 000633983
- Nederlandse Thesaurus van Auteursnamen: 242474837
- Réseau des bibliothèques de Suisse occidentale: 02-A006444143
- Istituto Centrale per il Catalogo Unico: TSAV421177
- LIBRIS: 230368
- Système universitaire de documentation: 075743582
- Virtual International Authority File: 85727325
- WorldCat: E39PBJvt4KrdjwVVqJxMxDt7pP